# Carl Lilliestierna
Carl Lilliestierna, född 16 juli 1696 och död 2 juni 1742 var en svensk ämbetsman och politiker.
Carl Lilliestierna föddes som son till generalauditören Henrik Gerhard Lilliestierna och hans hustru Anna Nohlanvähr. Han började sin bana som auditör vid överste Longvilles franska dragonregemente, som då var i svensk sold. 1718 befordrades han till överauditör vid finska avdelningen av den i Norge stående armén. Han utnämndes samma år till sekreterare vid Åbo hovrätt, och blev befordrad till assessor 1728. 1736 blev han lagman i Karelens lagsaga. Han deltog även livligt i riksdagsstriderna och utmärkte sig som en av riddarhusets främsta talare. Han tillhörde mösspartiet och trädde vid 1738 fram i ett votum där han förklarade sig mot de förföljelseåtgärder som hattpartiet vidtagit mot de rådsherrar som tillhörde mösspartiet. Han uppträdde även som kritiker mot det 1741 startade kriget.
Carl Lilliestierna var sedan 1731 gift med Brita Hirwo.